# Johann von Brevern
Johann Christoforowicz von Brevern ros. Иоганн (Иван) Христофорович фон Бреверн (ur. 3 grudnia 1813 w parafii Jörden, zm. 29 kwietnia 1885) – oficer i działacz państwowy Imperium Rosyjskiego, gubernator kurlandzki w latach 1858–1868, senator w Senacie Rządzącym.

## Życiorys
Johann Christoforowicz von Brevern urodził się 3 grudnia 1813 roku w parafii Jörden w guberni estońskiej (obecnie gmina Juuru w Estonii). Jego ojcem był Christoph Engelbrecht von Brevern (ur. 1792, zm. 1863) – gubernator kurlandzki w latach 1827–1853, matką zaś Julie z domu von Strandmann (zm. 1830) – córka generała-lejtnanta Otto von Strandmanna. Jego ród wywodził się ze Śląska, w 1694 roku został włączony do szwedzkiej szlachty. Johann von Brevern uczęszczał do liceum w Carskim Siole. Jako 21-latek rozpoczął karierę w Ministerstwie Spraw Zagranicznych. Trzy lata później w ramach służby wojskowej był podchorążym w Lejb-Gwardyjskim Wołyńskim Pułku oraz sekund-porucznikiem w Konnej Artylerii Gwardyjskiej. Walczył w wojnie kaukaskiej, armię opuścił w 1839 roku dosłużywszy się stopnia podporucznika.
W 1845 roku pracował jako sekretarz generał-gubernatora w Rydze, a w następnym roku został starszym urzędnikiem do specjalnych poruczeń przy generale-gubernatorze bałtyckim. Awansowany do V rangi cywilnej i dworskiej w tabeli rang (radcy stanu i kamerjunkra) 22 maja 1852 roku, a już 20 lipca 1852 roku został mianowany wicegubernatorem inflanckim. Urząd ten sprawował do 9 maja?/21 maja 1858 roku, kiedy to został przeniesiony do guberni kurlandzkiej na stanowisko piastowane dawniej przez jego ojca (między Christophem a Johannem gubernatorem kurlandzkim był Piotr Wałujew). W trakcie swojej kadencji usiłował nie dopuścić do rozpowszechnienia się powstania styczniowego do Kurlandii. W 1865 roku zdławił rozruchy do których doszło w guberni, po czym został awansowany na tajnego radcę (III ranga cywilna). Urząd gubernatora opuścił 21 sierpnia?/2 września 1868 roku, wtedy też został senatorem w Senacie Rządzącym (na stanowisku zastąpił go Paul von Lilienfeld-Toal). Zmarł 29 kwietnia 1885 roku.